# Ed Lowe
Edward Owen Lowe (Stamford, 24 augustus 2003) is een Brits baanwielrenner die in 2024 zilver won op de Olympische Spelen op het onderdeel teamsprint samen met Jack Carlin en Hamish Turnbull.

## Palmares
| Jaar     | BK         | EK         | WK       | Overige    |
| Junioren | Junioren   | Junioren   | Junioren | Junioren   |
| -------- | ---------- | ---------- | -------- | ---------- |
| 2021     |            | teamsprint |          |            |
| Elite    |            |            |          |            |
| 2023     | teamsprint |            |          |            |
| 2024     | teamsprint |            |          | teamsprint |